# Weißkinn-Sturmvogel
Der Weißkinn-Sturmvogel (Procellaria aequinoctialis) ist eine monotypische Art aus der Familie der Sturmvögel. Es handelt sich um einen großen, kräftig gebauten Sturmvogel, der im Süden der Südhalbkugel vorkommt. Zu den bestandsbedrohenden Faktoren für diese Art gehört vor allem die Langleinenfischerei.
Die IUCN stuft den Weißkinn-Sturmvogel als gefährdet (vulnerable) ein, da sie von einem derzeit stattfindenden, starken Bestandsrückgang ausgeht. Auf einigen der Brutinseln ging die Zahl der besetzten Bruthöhlen in einem Zeitraum von zwanzig Jahren um 28 Prozent zurück und in der antarktischen Prydz Bay nahm die Zahl der beobachteten Weißkinn-Sturmvögel zwischen 1981 und 1993 um 86 Prozent ab. Insgesamt wird der Bestand noch auf 3,5 Millionen geschlechtsreife Individuen geschätzt.

## Erscheinungsbild
Der Weißkinn-Sturmvogel erreicht eine Körperlänge von 51 bis 58 Zentimeter. Die Flügellänge beträgt 35,5 bis 41,5 Zentimeter und die Flügelspannweite 134 bis 147 Zentimeter. Das Gewicht der Weißkinn-Sturmvögel variiert zwischen 1,28 und 1,39 Kilogramm. Männchen haben tendenziell etwas längere Flügel als die Weibchen und einen breiteren Schnabel.
Der Weißkinn-Sturmvogel ist überwiegend schwarzbraun gefiedert. Er weist lediglich einen kleinen weißen Kinnfleck auf, dessen Größe individuell variiert und der bei Feldbeobachtungen meistens nicht zu sehen ist. Der blassgelbe Schnabel kontrastiert auffällig mit dem dunklen Gefieder und ist sehr kräftig gebaut. Die Füße sind schwarz. Die Handschwingen sind auf der Unterseite etwas heller. Das Gefieder der Jungvögel unterscheidet sich kaum von dem der adulten Vögel.
Verwechslungsmöglichkeiten bestehen vor allem mit dem Westland-Sturmvogel, dem Parkinson-Sturmvogel und dem Blassfuß-Sturmtaucher.

## Verbreitung

Verbreitungsgebiet

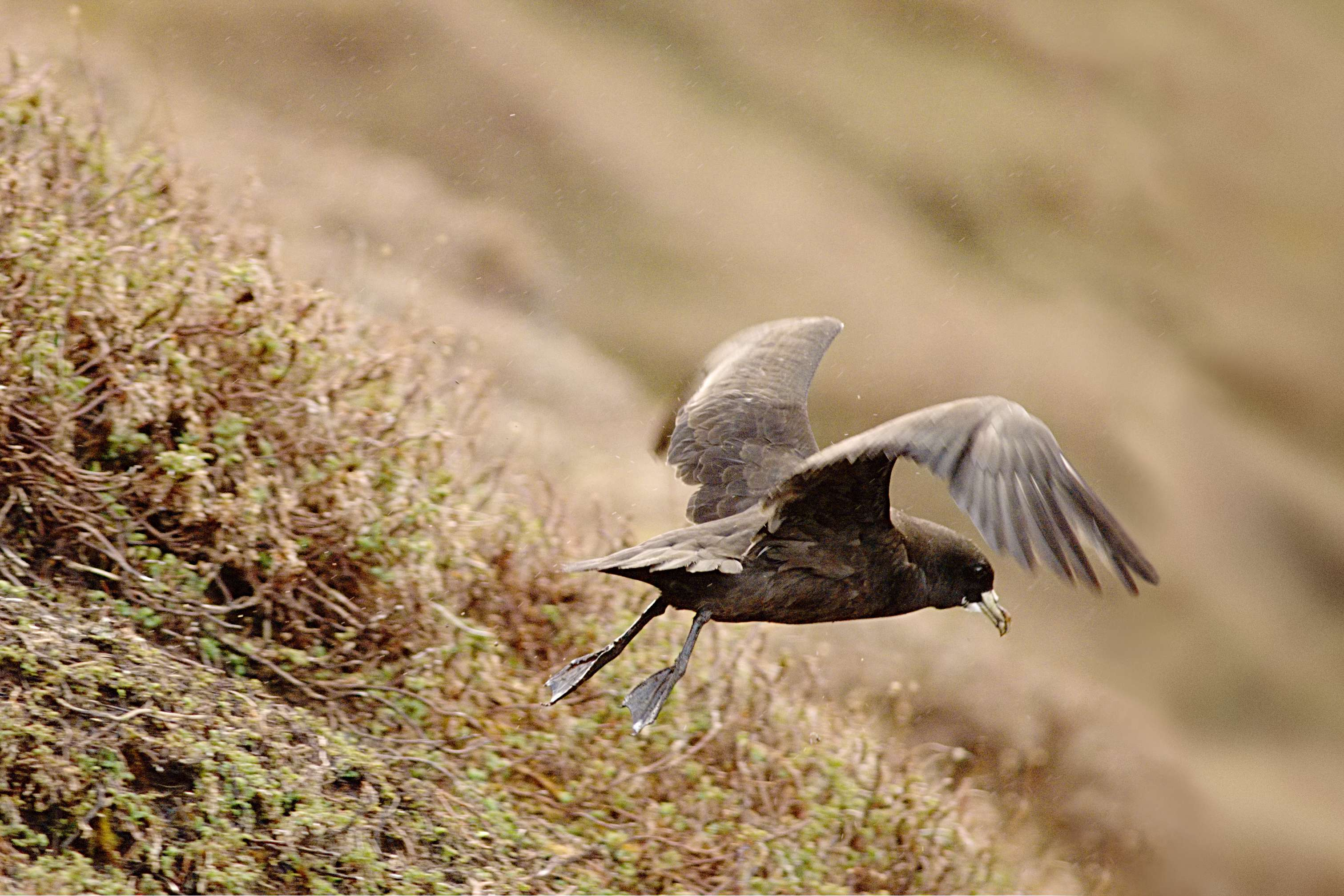
Auffliegender Weißkinn-Sturmvogel

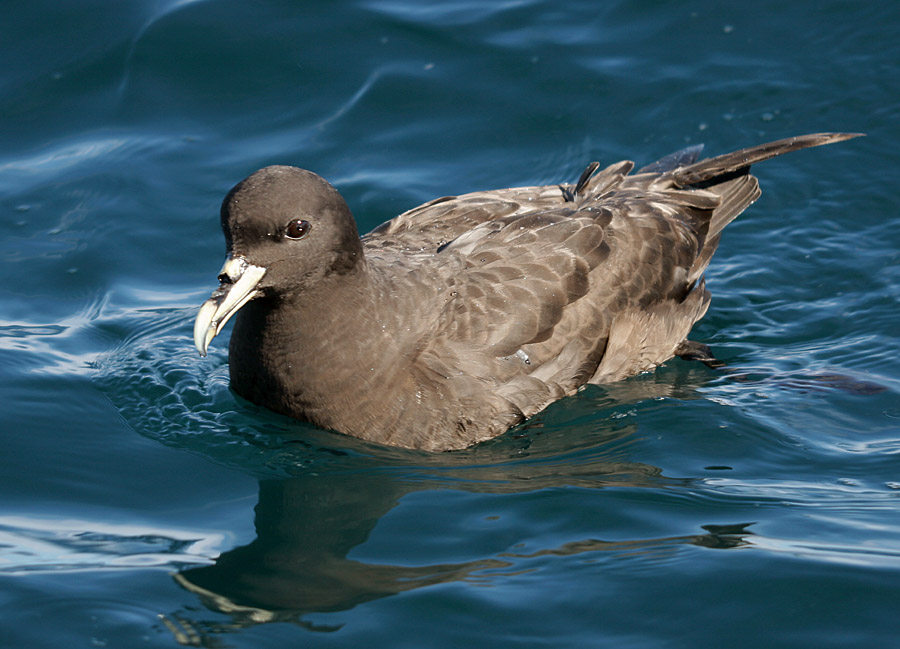
Schwimmender Weißkinn-Sturmvogel

Der Weißkinn-Sturmvogel brütet auf den Falklandinseln, Südgeorgien, den Prinz-Edward-Inseln, Crozetinseln, den Kerguelen, den Auckland Islands, Campbell Island und den Antipodes Islands. Außerhalb der Fortpflanzungszeit wird er an den Küsten Südamerikas bis zum 6. südlichen Breitengrad sowie in Afrika bis zum 15. südlichen Breitengrad beobachtet. Die wichtigsten Brutplätze befinden sich auf Südgeorgien. Auf den Falklandinseln brüten nur etwa 1000 bis 5000 Brutpaare.

## Lebensweise
Der Weißkinn-Sturmvogel lebt überwiegend von Kopffüßern, Fischen und Krustentieren. Er erbeutet seine Nahrung gelegentlich durch Sturztauchen aus einer Höhe von bis zu 13 Metern. Außerhalb der Fortpflanzungszeit spielt Fisch eine größere Rolle in seiner Ernährung als dies während der Fortpflanzungszeit der Fall ist. Er ist gelegentlich einzeln auf Nahrungssuche zu beobachten, hält sich aber noch häufiger in lockeren Schwärmen auf und ist dann auch mit anderen Seevögeln vergesellschaftet. Gelegentlich folgt der Weißkinn-Sturmvogel auf seiner Nahrungssuche auch Schiffen.
Weißkinn-Sturmvögel brüten in lockeren Kolonien. Den Eingang ihrer Bruthöhlen verteidigen sie dabei energisch. Für die Brut werden selbst gegrabene Erdbaue genutzt, die an sanft geneigten Hügeln gegraben werden. Die Niströhren haben eine Länge von ein bis zwei Metern. Am Ende findet sich die Nestmulde, die nur mit wenig Material ausgelegt ist.
Auf den Falklandinseln kehren die Weißkinn-Sturmvögel gegen Ende September in die Brutkolonien zurück. Das Gelege besteht aus nur einem Ei, das auf den Falklandinseln gegen Ende Oktober oder Anfang November gelegt wird. Die Brutzeit beträgt 57 bis 62 Tage. Die Jungvögel sind nach 87 bis 106 Tagen flügge. Es wird nur ein Jungvogel pro Jahr großgezogen. Beide Elternvögel sind gleichermaßen an der Brut und der Aufzucht des Jungvogels beteiligt.
Dieser große Sturmvogel ist von auf den Brutinseln eingeführten Ratten etwas weniger bedroht als kleinere, Niströhren-bauende Seevögel. Verwilderte Hauskatzen können sich jedoch zu einem bestandsbedrohenden Faktor in den Brutkolonien entwickeln.

## Belege

### Einzelbelege
1. ↑   BirdLife Factsheet zum Weißkinn-Sturmvogel, aufgerufen am 13. Dezember 2010
2. ↑   Shirihai, S. 158 und S. 160
3. ↑   Shirihai, S. 158
4. ↑  Procellaria aequinoctialis. In: BirdLife International (Hrsg.): The IUCN Red List of Threatened Species. e.T22698140A132628887, 2018, ISSN 2307-8235, doi:10.2305/IUCN.UK.2018-2.RLTS.T22698140A132628887.en (englisch).
5. ↑   Wood, S. 51
6. ↑   Shirihai, S. 160
7. ↑   Wood, S. 50